# Legión Nacional de Georgia

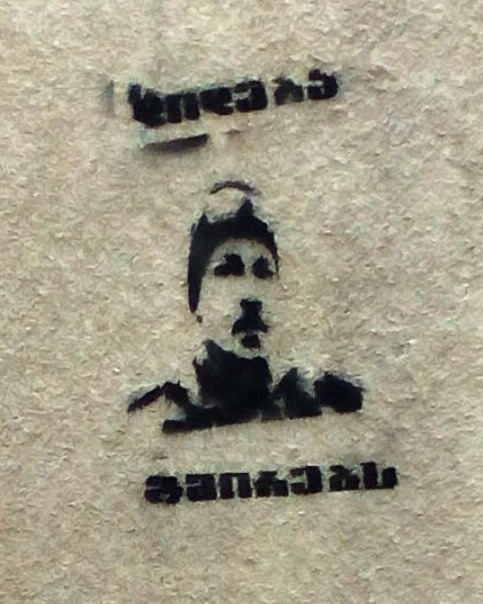
"Gloria a los héroes", un grafiti de plantilla en Tiflis, que representa al difunto voluntario Alexander Grigolashvili, en 2015.

La Legión Nacional de Georgia es una unidad paramilitar formada en su mayoría por voluntarios de etnia georgiana que luchan del lado de Ucrania en la guerra ruso-ucraniana. La unidad se organizó en 2014 con el objetivo declarado de "hacer frente a la agresión rusa". El grupo está comandado por Mamuka Mamulashvili, un veterano oficial de las Fuerzas Armadas de Georgia. También hay miembros de la legión nacional georgiana que tenían experiencia en la primera y segunda guerra chechena.

## Formación
A partir de 2016, había al menos 100 combatientes voluntarios georgianos en las filas de la Legión. La mayoría de ellos eran exmilitares de las Fuerzas Armadas de Georgia con experiencia militar, veteranos de la guerra de Osetia del Sur en la que estuvo implicado la Federación de Rusia apoyando a grupos separatistas, y misiones internacionales en Irak y Afganistán. El 5 de febrero de 2015, el líder de la Iglesia Ortodoxa Ucraniana - Patriarcado de Kiev, Patriarca Filaret, agradeció el servicio de los georgianos al otorgar a 29 combatientes georgianos una medalla por su "amor y sacrificio por Ucrania". Más tarde, a la Legión Nacional de Georgia se unieron más combatientes extranjeros, incluidos los de Alemania, Estados Unidos, Reino Unido, Australia, Grecia, Azerbaiyán, Moldavia, Armenia, Israel, Albania e India.
La participación de georgianos individuales en el lado ucraniano fue, hasta cierto punto, alentada por el entonces expresidente de Georgia radicado en Ucrania, Mijeíl Saakashvili, y sus asociados del partido Movimiento Nacional Unido que son opositores al irredentismo ruso. La muerte de Alexandre Grigolashvili, la primera víctima fatal de la Legión, en acción el 19 de diciembre de 2014 provocó una controversia en Georgia. En su comunicado, el Ministerio de Defensa de Georgia culpó de la muerte de Grigolashvili a "representantes de antiguas autoridades", refiriéndose al expresidente Saakashvili y sus aliados. Tras una protesta pública negativa, el Ministerio eliminó la declaración de su sitio web y se disculpó por su texto.

### Integración con el ejército ucraniano
En febrero de 2016, la Legión Nacional de Georgia se integró oficialmente en el 25.º batallón de infantería mecanizada "Kyiv Rus" de las Fuerzas Armadas de Ucrania. Luchó en el este de Ucrania bajo el mando general de la 54.ª Brigada Mecanizada. En enero de 2018, la Legión anunció su retiro de la brigada citando la "incompetencia" del mando de la brigada.
Esto se produjo después de una costosa operación realizada cerca de Svitlodarsk el 16 de diciembre de 2017 que resultó en 11 combatientes georgianos heridos. El comandante de la Legión, Mamulashvili, dijo que la unidad seguía comprometida con la causa ucraniana y se trasladó a otra brigada y agregó que la decisión no estaba relacionada con un conflicto político entre Mijeíl Saakashvili y el presidente de Ucrania, Petró Poroshenko.
En febrero de 2022, inmediatamente antes de la invasión rusa de Ucrania de 2022, la Legión georgiana participó en el entrenamiento de civiles ucranianos recién reclutados. La unidad participó en combate desde los primeros días de la invasión; luchó en las batallas del Aeropuerto Antonov y la de Hostómel. A principios de marzo de 2022, la Legión Nacional de Georgia supuestamente tenía más de 300 nuevos reclutas interesados que intentaban unirse. De acuerdo con la política de Legión, solo los combatientes experimentados o los veteranos militares pueden unirse a sus filas. Las personas que no cumplían con esos requisitos, eran rechazadas. Las personas con puntos de vista extremistas tampoco son bienvenidas en la unidad.  People with extremist views are also not welcome in the unit. Posteriormente, la legión se redistribuyó para ayudar a defenderse de la ofensiva de Ucrania oriental.

### Escándalo de Gia Tsertsvadze
El 27 de enero de 2017, Gia Tsertsvadze fue liberado de la custodia ucraniana después de haber sido detenido inicialmente el 15 de enero en el aeropuerto de Zhulyany, Kiev, con una orden de arresto internacional de Rusia por sospecha de asesinato en 2003. Su abogado defensor ha dicho que su arresto tiene motivaciones políticas ya que luchó contra las fuerzas separatistas prorrusas.

### Damnificados
Durante la invasión rusa de Ucrania de 2022, hasta ahora se ha informado de la muerte de 17 voluntarios de la Legión nacional georgiana. Éstos incluyen:
- Gia Beriashvili y Davit Ratiani,[21] quienes murieron en un ataque de artillería durante la noche durante la batalla de Irpín,[22] y luego Davit (Dato) Gobejishvili murió en la misma contienda militar.[23]
- Bakhva Chikobava, asesor del batallón Azov, que murió durante el asedio de Mariúpol,[23] y Tato Bigvava (comandante de la segunda compañía Azov), que murió durante el enfrentamiento en la planta de Azovstal.[24]
- Alexander (Alika) Tsaava, Arkadi Kasradze y Zaza Bitsadze, quienes fueron asesinados en Rubézhnoye.[25]
- Giorgi Grigolia, quien murió durante los combates cerca de Bajmut.[26]
- Kiril Shanava y Kakha Gogol, que murieron durante los combates en Lugansk.[27] Según otros informes, Kakha Gogol murió como resultado de un ataque aéreo.[20]
- Aluda Zviadauri, que murió durante los combates cerca de Lisichansk.[28]
- Davit Menabdishvili y Nikoloz (Nika) Shanava, que murieron luchando en Izium.
- Rati Shurgaia, quien murió como resultado de las heridas sufridas durante los combates cerca de Izium.

### Posibles crímenes de guerra
El 30 de marzo de 2022, apareció un video de las secuelas de una emboscada de un vehículo blindado paracaidista ruso BMD-2, geolocalizado en el área de Dmitrovka ubicada a pocos kilómetros de Bucha, Óblast de Kiev. Un video diferente del mismo evento muestra cómo uno de los soldados rusos capturados y aparentemente heridos recibe un disparo de un miembro desconocido de las fuerzas ucranianas.
El ministro de Relaciones Exteriores de Ucrania, Dmytró Kuleba, dijo que el video "definitivamente será investigado". Mamuka Mamulashvili negó que el georgiano del video fuera parte de la legión.

## Combatientes extranjeros
La Legión Nacional de Georgia está compuesta por alrededor de 500 georgianos y una cifra similar de otras nacionalidades. Los siguientes países tienen a ciudadanos suyos reportados como miembros de la Legión:
- Albania
- Alemania
- Armenia
- Australia
- Austria
- Azerbaiyán
- Chile
- Croacia
- Estados Unidos
- Francia
- Grecia
- India
- Israel
- Japón
- México
- Moldavia
- Reino Unido
- Serbia
- España

## Actividad
La Legión realiza actividades de sabotaje y reconocimiento, y también instruye y entrena a soldados ucranianos. También participó repetidamente en batallas posicionales y ofensivas.